# DJ Angelo
DJ Angelo o Digei Angelo, pseudonimo di Domenico Raffaele (Seregno, 14 giugno 1966), è un disc jockey, comico e autore televisivo italiano.

## Biografia
Nasce a Seregno ma di origini familiari di San Costantino Calabro, inizia a lavorare nel settore radiofonico come tecnico audio a Radio Capital dove inizia ad avere anche qualche "comparsata" in alcuni programmi.
Nel 1991 arriva a Radio Deejay e partecipa in qualità di mix jockey al programma DISCO DOC 70 condotto da Fiorello nei panni di "Trancio Mix".
Da appassionato di musica anni Settanta e Ottanta, lavora a Radio Capital dove dal 1995 conduce Due meno dieci, affiancato alla conduzione prima da Amadeus e poi da Marco Mazzoli.
Dal 1997 il passaggio definitivo a Radio DeeJay dove presenta Ciao Belli con Roberto Ferrari e la partecipazione di Albertino, Nicola Savino, Nicola Vitiello, Francesco Liguori e Riki Paternò.
Dj Angelo è anche l'autore dei testi dei personaggi.
A settembre 2006 nasce il programma Sciambola! condotto da Albertino, Dj Angelo e Roberto Ferrari. Anche in questo caso Dj Angelo è tra gli autori del programma. Dalla stagione 2003-2004 entra nella squadra di Quelli che il calcio prima come inviato ricorrente per poi diventare inviato fisso dalla stagione 2005-2006 del programma.

## Televisione
- Nel 2001 è autore della serie televisiva Ciao Belli (Italia 1).
- Nel 2002 partecipa in qualità di inviato al programma pomeridiano What’s up (Italia 1).
- Nel 2003 partecipa con Nicola Savino a Quelli che il calcio (Rai 2).
- Nel 2004 è autore e interprete con Nicola Savino di SFORMAT (Rai 2).
- Nel 2005 partecipa come inviato insieme a Nicola Savino a Quelli che il calcio (Rai 2).
- Nel 2006 è inviato con l'amico Nicola Savino a Quelli che il calcio (Rai 2) dove spesso veste i panni di El Ciula.
- Dal 2007 al 2009 è autore e coconduttore di Scorie come Ariedo Quadrelli su Rai 2.
- Nel settembre 2009 è coconduttore a Colorado Cafè, condotto da Nicola Savino e Rossella Brescia su Italia 1.
- Nel gennaio 2010 partecipa a Matricole & Meteore, condotto da Nicola Savino e Juliana Moreira su Italia Uno.
- Nella primavera 2010 è coconduttore con Paola Perego a Lo show dei record su Canale 5.
- Nel 2011 partecipa a Colorado come coconduttore nelle vesti di "Mimmo Quaquaraquà, L'orso abbracciatutti e Deficientor" su Italia 1.
- Nel 2012 conduce Colorado - 'Sto classico su Italia 1.
- Nel 2012 è coconduttore di Colorado (sempre nei panni di "Mimmo Quaquaraquà") su Italia 1.
- Nella stagione 2013-2014 è inviato ricorrente della trasmissione Quelli che il calcio su Rai 2.
- Dal 2015 al 2019 è inviato fisso della trasmissione Quelli che il calcio su Rai 2.
- Nel 2021-2022 affianca Nicola Savino a Il giovane Old su RaiPlay.